# Glinde (Oerel)
Glinde (plattdeutsch Glinn) ist ein Ortsteil der Gemeinde Oerel im Landkreis Rotenburg (Wümme) in Niedersachsen.

## Geographische Lage
Glinde liegt im Elbe-Weser-Dreieck zwischen Bremen, Bremerhaven und Hamburg. Umschlossen wird Glinde von Ebersdorf im Norden, Bremervörde im Osten und Oerel im Südwesten.

## Vereine
- Schützenverein Glinde, Kornbeck und Umgegend e. V., gegründet 1912
- Sportverein SV Glinde-Kornbeck e. V., gegründet 1982

## Kultur und Sehenswürdigkeiten

### Musik
In Glinde an der Bundesstraße 74 befindet sich die „Discothek Haase“. In Bremervörde ist sie neben dem „tatöff“ in Bevern eine überregional bekannte Diskothek.